# Samurai Jack (personaje)
Samurai Jack, también conocido como El Samurái o simplemente Jack, es un apodo adoptado por el protagonista titular de la serie de televisión animada de Cartoon Network/Adult Swim Samurai Jack. Fue creado por Genndy Tartakovsky y tiene la voz de Phil LaMarr en el doblaje original y de Juan Guzmán en el doblaje hispanoamericano. El personaje es presentado como un príncipe japonés criado desde joven como un guerrero samurái, que entrena con varios maestros para destruir al demonio Aku con la espada de su padre. Sin embargo, antes de que pueda matar a Aku, el demonio lo envía al futuro, donde su yo futuro gobierna la Tierra, que se ha convertido en una distopía postapocalíptica, sin oposición. Adoptando el alias «Jack», el samurái tiene como misión encontrar una manera de regresar a su tiempo y evitar que este futuro suceda.

## Origen
Samurai Jack, como personaje, fue concebido originalmente por el creador de la serie, Genndy Tartakovsky. La premisa básica de Samurai Jack proviene de la fascinación infantil de Tartakovsky con la cultura samurái y el código bushidō, así como un sueño recurrente en el que empuñaba una espada samurái y vagaba por una Tierra postapocalíptica luchando contra mutantes.

## Biografía
El samurái ahora conocido como Jack nació como un príncipe cuyo nombre era desconocido en el imperio de su padre en una era que recuerda al período Edo de Japón, aunque con una cultura más cercana a los períodos Nara y Heian, poco después de que sellara a Aku. Al comienzo de la serie, cuando el samurái tiene ocho años, un eclipse solar rompe el sello y libera a Aku, quien secuestra al Emperador del reino y padre del niño. Como sus padres habían planeado si Aku alguna vez regresaba, la madre del samurái lo envía a entrenar alrededor del mundo antes de esconderse.
La madre del samurái lo deja en un barco japonés, donde el capitán le enseña astronomía y cómo navegar a través de las estrellas. El barco lleva al samurái a Arabia, donde un jeque le enseña a montar a caballo. Desde allí, lo llevan a África, donde aprende a luchar con armas de asta de una tribu de bosquimanos en el sur del continente y después de alcanzar la competencia, viaja a Egipto, donde es educado por sus mejores eruditos. Finalmente se muda a Grecia y aprende el arte de la lucha libre, seguido de un viaje a Inglaterra, donde Robin Hood le enseña tiro con arco y cómo perfeccionar sus sentidos. Luego viaja en un barco vikingo trabajando como miembro de la tripulación. En Rusia, estudia el arte del lanzamiento de hachas de un boyardo y luego va a Mongolia para aprender combate a caballo. Su entrenamiento final lo lleva a un templo de monjes Shaolin, donde aprende su disciplina y las artes marciales chinas.
Después de completar su entrenamiento, este samurái, ya como un joven fornido, regresa al templo donde se esconde su madre y recibe la espada que su padre usó para sellar a Aku junto con su túnica característica. Viaja al castillo de Aku, donde encuentra a su padre, quien le advierte que es demasiado pronto para que luche contra Aku. Sin embargo, el ahora samurái adulto ignora esta advertencia y se dispone a luchar contra Aku; mientras lo hiere gravemente, antes de que pueda matarlo, Aku abre un portal del tiempo y lo arroja dentro de él, enviándolo milenios hacia el futuro.
El protagonista llega a una Tierra futurista y hostil, dominada por Aku y llena de robots, los cuales son sus secuaces. Al llegar al futuro, entabla combate con unos criminales usando sus técnicas samurái, y al verlo, unos locales sueltan expresiones de «fantástico Jack», «eso fue genial Jack», «bien hecho Jack», por lo que más adelante, cuando le preguntan por su nombre, responde: «me dicen Jack» (aunque su verdadero nombre nunca es revelado, como tampoco el porqué de esto). Jack busca una forma de viajar en el tiempo, donde espera sentirse capaz de detener a Aku antes que tome el control de la Tierra y adaptándose al futuro en el que fue enviado. La serie relata el largo camino que debe realizar Jack para encontrar un portal en el tiempo, siendo amenazado constantemente por Aku y sus secuaces.
Sin embargo, Jack no se encuentra solo, pues a lo largo de su camino acontecido en la serie, conocerá a varios residentes del mundo de Aku que se alían con él. Después de deshacerse de unos criminales alienígenas en un bar, Jack conoce a un trío de perros antropomórficos que se dedican a la arqueología, quienes se enteran de sus orígenes y le piden ayuda para salvar a su grupo de la represión de Aku. El samurái, ya sintiéndose comodo con el nombre que fue puesto, accede a liberar al grupo de caninos. En el tercer episodio de la serie, Jack y los perros arqueológicos idean una estrategia para derrotar al ejército de drones mecánicos de Aku. El día del ataque, Jack se enfrenta al ejército y reduce drásticamente su número utilizando los cristales que Aku obligó a los perros a cavar, pero se queda sin artillería y se ve obligado a luchar contra los drones restantes a pie. A pesar de sufrir varias heridas, Jack acaba con el último de los drones mientras intentan retirarse. Con el ejército derrotado, los perros le agradecen antes de separarse.
Durante los cincuenta años que Jack pasó en el tiempo de Aku, pasó gran parte de su tiempo ayudando a la gente, ganándose el respeto de todos los que había ayudado en el camino, tales como el Hombre Escocés, Sir. Rothchild, los monjes Shaolin, etc. Pero el propio Jack cayó lentamente en la depresión y la locura debido a su constante o aparentemente irreversible fracaso en regresar a casa. El hechizo de viaje en el tiempo de Aku también había dejado a Jack sin edad. En el inicio de la quinta temporada, se revela que Jack perdió su espada después de que Aku le impidiera usar su último portal del tiempo, destruyéndolo y mutando a tres criaturas parecidas a carneros. Mientras luchaba contra ellos, su espada cayó en el pozo donde estaba el portal del tiempo, lo que lo obligó a usar tecnología futurista. Aunque desilusionado y atormentado por el pasado, Jack continuó su viaje, con su conciencia torturada como su única compañera constante.
Durante este periodo, Jack se enfrenta a las Hijas de Aku, unas jóvenes septillizas que fueron entrenadas para asesinarlo. Jack tiene una visión de sí mismo diciéndole que se rinda y se una a sus antepasados; desea acabar honorablemente con su propia vida, ya que no hay honor en la lucha y no puede detener a Aku sin su espada. Sin embargo, se niega, creyendo que aún puede triunfar. Luego se dirige a esconderse en un templo cercano, donde las Hijas de Aku lo encuentran. Cuando una de ellas lo apuñala en el estómago, Jack la mata y queda horrorizado de que haya matado a un humano y no a una máquina como suponía. Las seís restantes lo rastrean y Jack les da el mismo ultimátum que su padre les dio a los bandidos que querían enfrentarlo hace varios años: «irse o enfrentar su destino». Ellas se niegan y, en la batalla que sigue, Jack logra eliminar a cinco de ellas, antes de enfrentarse a la última, Ashi, quien aparentemente cae y muere. Luego, el árbol se derrumba y Jack cae al valle.
Luego de ver que Ashi pudo sobrevivir a la caída, Jack se ve obligado a luchar y atarla una vez más. Mientras Ashi, contenida, continúa hablando mal de él mientras se balancea de un árbol, Jack reflexiona sobre su forma de pensar. Con el tiempo y con Jack desaparecido, Ashi se encuentra a viejos conocidos de la serie (como los Lanudos, a los Tres Arqueros y Da'Samurai) para ver si estos sabían de su paradero. Después, Jack y Ashi entablan una alianza y en una de sus misiones, derrotan a una horda de sanguijuelas electrocutándolos con un dispositivo especifico; acto seguido, formalizan oficialmente una relación al besarse en medio de las sanguijuelas. En el penúltimo episodio, Jack le platica sobre su vida antes de la aparición de Aku, y le dice que la había dejado atrás por temor a perderla ante Aku como le pasó a muchos otros; no obstante, Ashi le asegura que juntos lo derrotarán. Sin embargo, en ese mismo episodio, después de que Aku eliminara a Scaramouche por mentirle que Jack había perdido la espada, Aku logra reconocer a Ashi a través de su olor, y hace que esta se revele contra el samurái.
En el episodio final, Jack y su espada son capturados por Aku luego de arrodillarse como señal de fracaso, ante la sorpresa de todos los habitantes del mundo, que veían lo que estaba pasando a través de transmisiones televisivas globales. Aku ordena a una transformada Ashi que se deshaga de Jack, pero es interrumpido por varios de los aliados a los que ayudó y posteriormente ella misma niega para luego devolverle su espada. Se abre un portal del tiempo y vemos la escena en la que Jack intenta liquidar a Aku con la espada antes de que ser enviado al futuro; no obstante, Jack finalmente lo destruye a él y al Castillo. Jack se preparan para casarse con Ashi, pero mientras esta camina por el pasillo, de repente se desvanece, informando a Jack con su último aliento que la desaparición de Aku invalida su existencia. Un entristecido Jack llega a un bosque oscuro, pero encuentra un final feliz cuando ve una mariquita posarse en su mano y volar. En medio del sol, el bosque se llena de cerezos en flor simbolizando su triunfal regreso al pasado y como ha dicho en varios episodios, «su busqueda ha terminado».

## Personalidad y características
Jack es conocido ampliamente por su código moral ortodoxo, fuerza y habilidades de entrenamiento en distintas artes marciales, que lo han ayudado a adaptarse con facilidad en el mundo futurista al que fue enviado. La katana, la reconocida espada forjada por los dioses Odín, Ra y Rama, es el arma que más ha utilizado Jack para derrotar a los secuaces de Aku, además de ser la debilidad de este demonio. Los poderes de la katana solo pueden usarse para el bien y en manos del mal, no daña a los inocentes, como lo descubrió el propio Aku cuando intentó matar a Jack con su propia espada y lo atacó sin causarle ningún efecto.
Se destaca su honorabilidad al ayudar a humanos y criaturas antropomórficos de allí; un ejemplo es en el episodio donde Jack se encuentra con un gran pozo de deseos que podría regresarlo al pasado, pero este está custodiado por tres arqueros letales. Entrenado para luchar con vendas en los ojos, Jack esquiva los ataques de los arqueros para liberarlos de ser controlados por un espíritu maligno en el pozo. Justo cuando Jack iba a usar el pozo, los Arqueros lo detuvieron y le contaron cómo el pozo les concedió su deseo, pero a un precio terrible. Para asegurarse de que esto no le sucediera a nadie más, el samurái destruyó el pozo para proseguir con su camino.

## Impacto cultural

### Recepción crítica
La representación de Jack en la quinta temporada de la serie ha sido elogiada por su exploración del viaje del héroe y la identidad del héroe cuando su viaje se estanca. Se exploran la elección y la falta de elección: en las introspecciones y acciones de Jack; en las acciones de los enemigos de Jack; en el contraste entre los humanos que eligen sus acciones y las máquinas que están programadas; y en el destino y la suerte que no ofrecen elección. De la distinción y el paralelismo entre robots y humanos, Tartakovsky dijo: «Quería mostrar el lado humano que ha sido tratado como una máquina. Aku construye robots y todos estos robots están singularmente programados para matar a Jack. ¿Qué pasa si son humanos? ¿Qué pasa si el único propósito en toda tu vida es matar a esta persona y te crían desde que naces de esa manera?». Angelica Jade Bastién de la revista New York escribe que hay una «corriente distintiva de soledad que se extiende a través de la serie de principio a fin». Jack suele estar solo, empequeñecido por la «gran solemnidad de la naturaleza». Ha perdido su hogar y su relación con su familia, y en el episodio final pierde su relación con la mujer con la que está a punto de casarse.

### Mercancías
Se han lanzado varios juguetes y productos de Samurai Jack. El 3 de octubre de 2019 se anunció una figura Funko Pop del personaje y Hasbro lanzó una figura de acción de seis pulgadas del personaje como promoción de la cuarta temporada de la serie.

### Otros medios
Samurai Jack aparece en el videojuego MultiVersus como parte de su segunda temporada.